# Прокляття 3: Криваве жертвоприношення
Прокляття 3: Криваве жертвоприношення (англ. Curse III: Blood Sacrifice) — британський фільм жахів 1991 року.

## Сюжет
Східна Африка, 1950 рік. Дружина фермера, рятує від жертвопринесення козу, чим викликає невдоволення місцевого чаклуна. Він проклинає сім'ю фермера. Спочатку були по-звірячому вбиті її сестра з чоловіком, а їх, відрізаних від усього світу в диких африканських джунглях, помста наздогнала у вигляді чудовиська з первісних африканських легенд.

## У ролях
| Актор            | Роль               |
| ---------------- | ------------------ |
| Крістофер Лі     | Доктор Пірсон      |
| Дженілі Гаррісон | Елізабет Армстронг |
| Генрі Селе       | Млетч              |
| Олівія Дайер     | Олівія Стід        |
| Гевін Гуд        | Роберт             |
| Андре Джейкобс   | Джефф Армстронг    |
| Зої Рендалл      | Антея Стід         |
| Думі Шонгве      | Witch Doctor       |
| Дженніфер Стейн  | Сінді              |